# Karangsong
Karangsong is een bestuurslaag in het regentschap Indramayu van de provincie West-Java, Indonesië. Karangsong telt 5505 inwoners (volkstelling 2010).